# Yoo Yeon-seong
Yoo Yeon-seong (in hangŭl: 유연성; Jeongeup, 19 agosto 1986) è un giocatore di badminton sudcoreano.

## Palmarès

### Mondiali
- 3 medaglie:
  - 2 argenti (Londra 2011 nel doppio; Copenaghen 2014 nel doppio)
  - 1 bronzo (Giacarta 2015 nel doppio)

### Sudirman Cup
- 4 medaglie:
  - 2 argenti (Canton 2009; Kuala Lumpur 2013)
  - 2 bronzi (Qingdao 2011; Dongguan 2015)

### Thomas Cup
- 2 medaglie:
  - 1 argento (Wuhan 2012)
  - 1 bronzo (Kunshan 2016)

### Giochi asiatici
- 3 medaglie:
  - 1 oro (Incheon 2014 a squadre)
  - 2 argenti (Canton 2010 a squadre; Incheon 2014 nel doppio)

### Universiadi
- 1 medaglia:
  - 1 oro (Bangkok 2007 nel doppio)